# FC 오크젯페스
FC 오크젯페스(카자흐어: Оқжетпес Футбол Клубы)는 콕셰타우를 연고로 하는 카자흐스탄의 축구 클럽이다. 현재는 카자흐스탄 프리미어리그에 참가하고 있다.

## 성적
- 카자흐스탄 퍼스트디비전 1회 우승 (2014), 1회 준우승 (2011)

## 선수 명단

### 현역
- 벤자민 타타르(2023 ~ )
- 자술란 몰다카라에브(2016, 2019 ~ )